# Bazilika Navštívení Panny Marie (Milevsko)
Bazilika Navštívení Panny Marie v Milevsku je novorománský kostel, dnes konventní chrám milevského kláštera na severovýchodním okraji města Milevska v okrese Písek.

## Historie

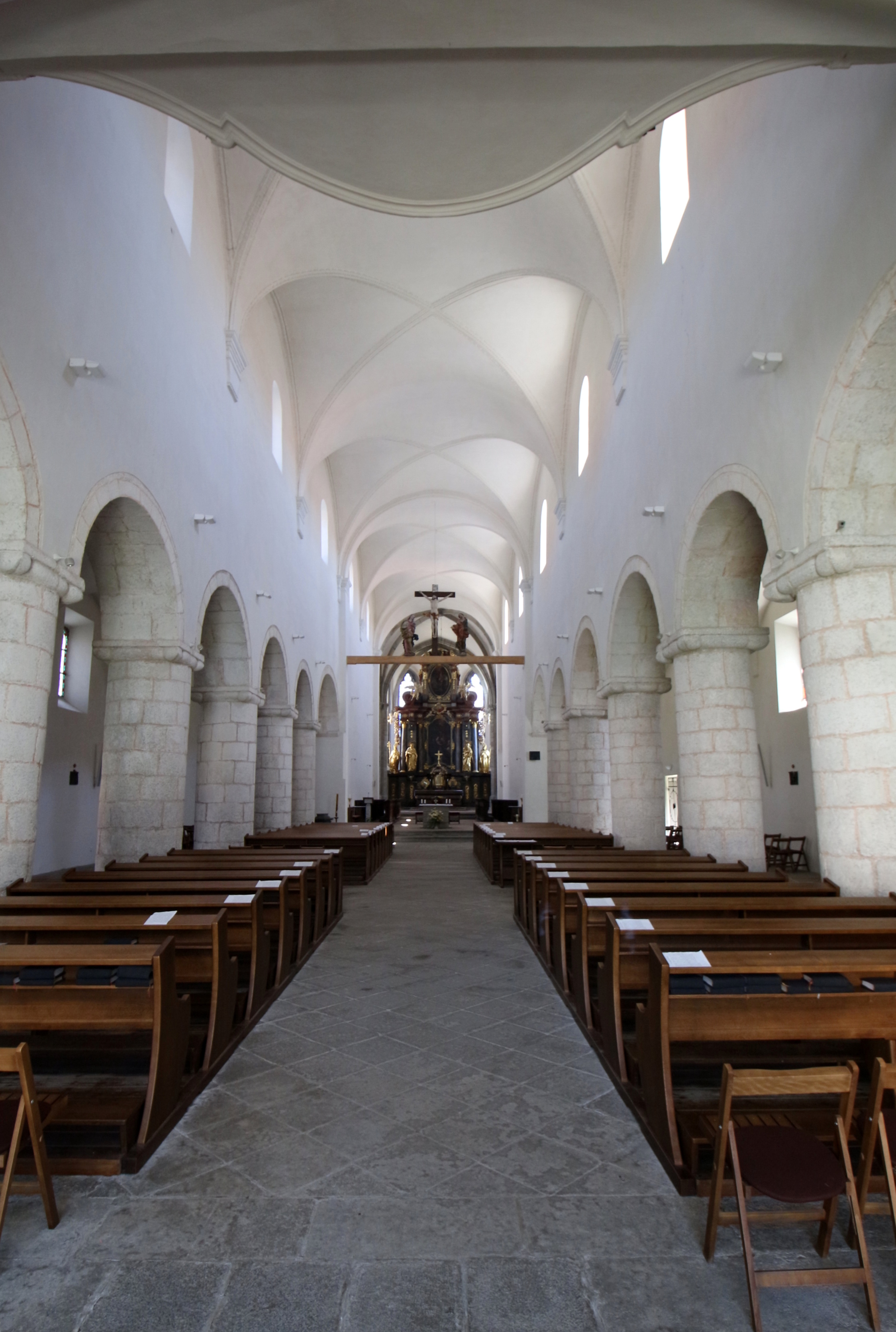
Interiér baziliky

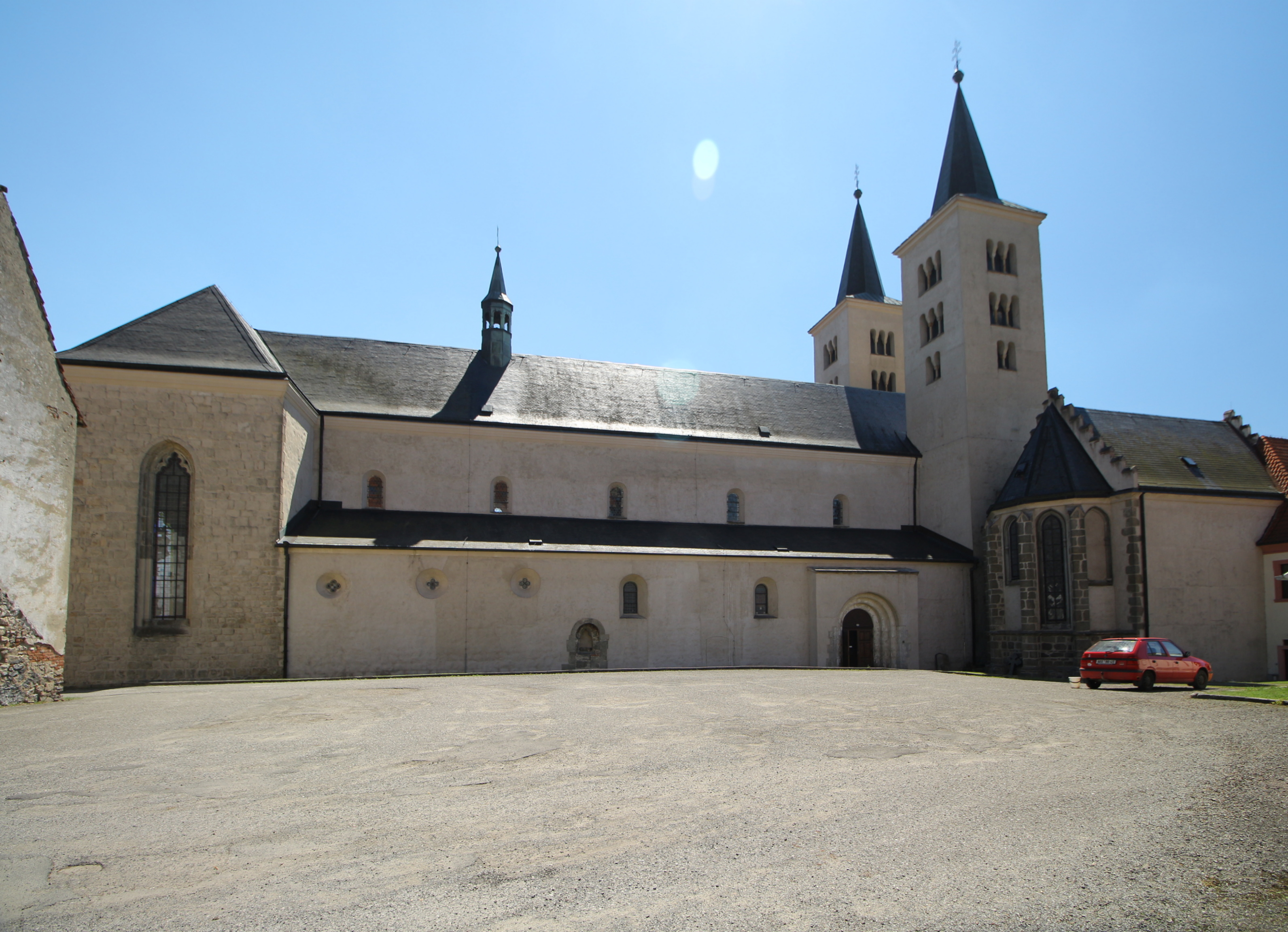
Severní strana baziliky

Ve 13. století byl raně goticky přestavěn, pozdější přestavba byla v 19. století novorománská. Nyní je po celkové rekonstrukci, která část novorománských rysů (např. lisény a obloučkové vlysy na věžích) odstranila. Má výraznou štíhlou siluetu se dvěma věžemi a je postaven ze žulových kvádrů. Vchod do chrámu je v románském slohu. Vstupní brána a hradební zeď jsou zbytky někdejšího opevnění. Délka chrámu je 56 metrů, šířka je přes 17 metrů a výška od podlahy ke klenbě je 14 metrů. Hlavní loď je od postranních oddělena arkádovými pilíři.
Chrám byl založen souběžně s klášterem; velká část jeho stavby byla provedena za opata Jarlocha. K východní části je připojena sakristie. Původně šlo o malý kostelík (z roku 1187), kde se konaly pobožnosti (před vystavením chrámu). Raně gotická kaple v západní části nese též název Opatská kaple svaté Markéty. K jižní straně kostela jsou připojeny budovy starého klášterního konventu. Jsou též románské, stejně tak budova sakristie a části ambitů. Konvent má uzavřený čtvercový tvar, uprostřed bývala zahrada; ta nesla jméno Rajská. V jeho areálu bývaly vystaveny archeologické nálezy z města, kláštera a dobová platidla. Budovy děkanství, konvent, oltáře, obrazy a i hrobky byly za husitských bouří poškozeny.
Na druhém klášterním nádvoří býval pivovar, cukrovar a hospodářské budovy. Pivovar byl postaven roku 1691 opatem Vítem Seipelem místo již zaniklého původního pivovaru. Fungoval do roku 1907, kdy byl zrušen. Opat Seipel také dostavěl hospodářské budovy. Klášter i chrám Navštívení Panny Marie je vedený v Seznamu kulturních památek v okrese Písek.
Po založení kláštera začal kostel sv. Jiljí plnit funkci farního kostela, zatímco chrám Panny Marie v klášterním areálu sloužil potřebám řeholníků. V roce 1785 byla funkce farního kostela sv. Jiljí přenesena do chrámu Panny Marie a kostel postupně chátral. Z bezpečnostních důvodů byl uzavřen až do roku 1883, kdy se o jeho obnovu přičinil strahovský opat Zikmund Antonín Starý.
Středovou část portálu nad vstupem do baziliky zdobí moderní vitráž s motivem andělských křídel od českého výtvarníka Karla Rechlíka.